# Spira (magnetismo)
Una spira è un anello di materiale conduttore in grado di far circolare corrente su di sé. In particolare, si fa riferimento al termine spira quando si discutono gli effetti elettromagnetici della corrente:
- con la Legge di Ampère-Laplace;
- con la Legge della circuitazione (di Ampère) e l'analogo esteso di Ampère-Maxwell;
- con la Legge di Faraday e la Legge di Lenz.

Inoltre, la spira è il componente di base del solenoide e, più in generale, dell'induttore.

## Equivalenza tra spira e ago magnetico
Sotto opportune ipotesi, una spira e un ago magnetico (o un magnete in generale) si comportano allo stesso modo, cioè:
1. producono quasi lo stesso campo magnetico {\displaystyle {\vec {B}}};
2. posti in uno stesso campo {\displaystyle {\vec {B}}}, subiscono la stessa azione meccanica.

### Enunciato
Purché esista la relazione {\displaystyle {\vec {m}}=i\cdot S\cdot {\hat {k}}}, magnete e spira si equivalgono.
Gli elementi dell'equivalenza sono:
- {\displaystyle {\vec {m}}}: momento di dipolo magnetico del magnete;
- {\displaystyle i}: corrente che percorre la spira;
- {\displaystyle S}: superficie della spira;
- {\displaystyle {\hat {k}}}: versore perpendicolare al piano della spira.

### Dimostrazione
Si può dimostrare che spira e magnete producono lo stesso campo magnetico {\displaystyle {\vec {B}}} sul proprio asse:
- {\displaystyle B_{z}\simeq {\frac {\mu _{0}}{2\pi }}\cdot {\frac {i\cdot S}{d^{3}}}={\frac {\mu _{0}}{2\pi }}\cdot {\frac {m}{d^{3}}}} per la spira;
- {\displaystyle B={\frac {\mu _{0}}{4\pi }}\cdot {\frac {p_{1}}{r^{2}}}} per il magnete (contributo del polo {\displaystyle p_{1}}).

Schematizzando il magnete con due poli, come fossero cariche puntiformi:
- {\displaystyle B\simeq {\frac {\mu _{0}}{4\pi }}\cdot \left({\frac {p}{\left(d-{\frac {l}{2}}\right)^{2}}}-{\frac {p}{\left(d+{\frac {l}{2}}\right)^{2}}}\right)={\frac {\mu _{0}}{4\pi }}\cdot {\frac {2\cdot p\cdot l\cdot {\cancel {d}}}{d^{\cancel {4}}}}={\frac {\mu _{0}}{2\pi }}\cdot {\frac {m}{d^{3}}}} per il magnete,

per cui è evidente che i campi assiali saranno uguali quando {\displaystyle m=iS} (in modulo).
Per completare la dimostrazione, si parte dal momento meccanico {\displaystyle {\vec {M}}={\vec {p}}\times {\vec {E}}} agente sul momento di dipolo elettrico {\displaystyle {\vec {p}}} situato in un campo esterno {\displaystyle {\vec {E}}}. Per analogia si può scrivere {\displaystyle {\vec {M}}={\vec {m}}\times {\vec {B}}} col momento di dipolo magnetico e il campo magnetico.
Lo stesso vale per le energie potenziali:
{\displaystyle U_{E}=-p\cdot {\vec {E}}\qquad \Rightarrow U_{M}=-m\cdot {\vec {B}}}
Allora, una spira di area S subisce il momento {\displaystyle {\vec {M}}=i{\vec {S}}\times {\vec {B}}}: per questo, se {\displaystyle {\vec {m}}=i{\vec {S}}} allora ago e spira subiscono le stesse conseguenze meccaniche.